# Neudorf (Arad)

Lage der Gemeinde Zăbrani im Kreis Arad

Neudorf (deutsch Neudorf, ungarisch Temesújfalu, serbisch Novo Selo) ist ein Dorf im Kreis Arad, Banat, Rumänien. Neudorf gehört zur Gemeinde Zăbrani.

## Geografische Lage
Neudorf liegt zwischen Lipova und Zăbrani, an der Kreisstraße DJ682, in 30 Kilometer Entfernung von der Kreishauptstadt Arad.

## Nachbarorte
| Aluniș  | Păuliș                                      | Barațca |
| Zăbrani | Kompassrose, die auf Nachbargemeinden zeigt | Lipova  |
| Chesinț | Șiștarovăț                                  | Comeat  |

## Geschichte
Die Geschichte der Ortschaft reicht bis ins Jahr 1458 zurück. Damals gab es hier eine Siedlung namens Unter-Keszin, nicht zu verwechseln mit dem unweit gelegenen Ober-Keszin, dem heutigen Chesinț.
Auf der Mercy-Karte von 1723 ist der Ort Novosello eingetragen und 1761 ist Novosellopuszta vermerkt.
Im Jahr 1765 wurde auf Anregung des Salzeinnehmers und Administrationsrats Carl Samuel Neumann Edler von Buchholt aus Lipova auf dieser Puszta Neudorf angelegt. Es wurden 148 deutsche Familien aus Lothringen, dem Odenwald, Franken, der Pfalz und dem Saarland angesiedelt. 1798 ließ der damalige Gutsherr Lovasz in dem Wäldchen neben dem Dorf ein Kastell errichten. 1848 verwüsteten die aufständischen Motzen das Kastell, das 1884 wieder aufgebaut und aufgestockt wurde. Nach 1945 wurde das Kastell enteignet und dem Verfall preisgegeben, so dass es letztendlich geschleift wurde.
Die römisch-katholische Kirche von Neudorf wurde 1771 in barockem Stil erbaut und 1929 restauriert. 
Die Krypta der Kirche beherbergt die Grabstätte der Fürstin Maria Ana Ferdinanda von Habsburg (1770–1809), die hier verstarb. Ihr zum Gedenken ließ Kaiser Ferdinand I. von Österreich 1841 eine Grabstätte aus Carrara-Marmor errichten.
Nach der Dreiteilung des Banats am 4. Juni 1920 infolge des Vertrags von Trianon fiel Neudorf an das Königreich Rumänien. Die amtliche Bezeichnung ist auch heute noch Neudorf.

## Demografie
| 1880 | 1173 | 47  | 33  | 1092 | 1  |
| 1910 | 1310 | 149 | 126 | 1033 | 2  |
| 1930 | 1052 | 82  | 59  | 911  | -  |
| 1977 | 1165 | 641 | 66  | 454  | 4  |
| 1992 | 1020 | 893 | 67  | 41   | 19 |
| 2002 | 989  | 888 | 51  | 31   | 19 |
| 2011 | 926  | 839 | 31  | 10   | 46 |